# 645 (numero)
Seicentoquarantacinque (645) è il numero naturale dopo il 644 e prima del 646.

## Proprietà matematiche
- È un numero dispari.
- È un numero composto, con i seguenti 8 divisori: 1, 3, 5, 15, 43, 129, 215, 645. Poiché la somma dei suoi divisori (escluso il numero stesso) è 411 < 645, è un numero difettivo.
- È un numero di Smith nel sistema numerico decimale.
- È un numero di Harshad.
- È un numero sfenico.
- È un numero palindromo nel sistema numerico binario.
- È un numero ottagonale.
- È un numero fortunato.
- È un numero congruente.
- È un numero malvagio.

## Astronomia
- 645 Agrippina è un asteroide della fascia principale del sistema solare.
- NGC 645 è una galassia spirale della costellazione dei Pesci.

## Astronautica
- Cosmos 645 è un satellite artificiale russo.